# Lac Bouteroue
Lac Bouteroue är en sjö i Kanada.   Den ligger i regionen Saguenay–Lac-Saint-Jean och provinsen Québec, i den östra delen av landet, 400 km norr om huvudstaden Ottawa. Lac Bouteroue ligger 393 meter över havet. Arean är 84 kvadratkilometer. Den sträcker sig 20,3 kilometer i nord-sydlig riktning, och 16,8 kilometer i öst-västlig riktning.
Trakten runt Lac Bouteroue är nära nog obefolkad, med mindre än två invånare per kvadratkilometer.